# Сорса, Калеви
Тайсто Калеви Сорса (фин. Taisto Kalevi Sorsa; 21 декабря 1930, Кеуруу, Финляндия — 16 января 2004, Хельсинки, Финляндия) — финский государственный и политический деятель.

## Биография
Родился в семье дорожного мастера. В 1957 году окончил факультет журналистики Института общественных наук в Тампере. Сам оплачивал своё обучение, с 1954 года работая журналистом в информационном бюро рабочих газет, газете «Социал-демократ» (печатный орган Социал-демократической партии Финляндии (СДПФ)) и в компании Työläisnuoriso (Vihuri). Кроме того, он работал на строительных площадках и строил, среди прочего, Олимпийскую деревню, ипподром Коскела и электростанцию Салмисаари. Окончил вуз по специальности «финская литература». Прошёл срочную военную службу. С 1953 года был сотрудником ЮНЕСКО. В 1956—1959 годах литературный редактор в издательстве «Тамми». В 1959—1965 годах работал в ЮНЕСКО в Париже. В 1965 году стал генеральным секретарем комиссии Финляндии по делам ЮНЕСКО и заместителем главы департамента международных отношений Министерства образования.
С 1969 года работал секретарём СДПФ. В 1975 году стал председателем партии и пробыл на этом посту 12 лет.
С 1970 года — депутат парламента. В 1970—1972, 1976—1977 годы являлся председателем внешнеполитической комиссии парламента.
В 1972, 1975—1976 и 1987—1989 годах работал в качестве заместителя премьер-министра и министра иностранных дел. В мае 1988 года заявил, что один из министров от СДПФ должен уступить своё место председателю партии Пертти Паасио. Когда никто не уступил, неожиданно для всех в феврале 1989 года сам ушёл в отставку с поста главы МИД и заместителя премьер-министра.
Возглавлял правительство Финляндии в 1972—1975, 1977—1979 и 1982—1987 годах. Будучи премьер-министром, придерживался концепции построения государства всеобщего благосостояния. При нём были осуществлены реформы образования и здравоохранения, усовершенствована система социального и пенсионного обеспечения. Во внешней политике Калеви Сорса проводил курс на укрепление ОБСЕ и поддерживал международное социал-демократическое движение.
Из доклада международного отдела ЦК КПСС:
«Председателю Социал-демократической партии Финляндии (СДПФ) К.Сорса 21 декабря 1980 года исполняется пятьдесят лет.
В своей партийной, а также государственной (на постах премьер-министра, министра иностранных дел и председателя комиссии по иностранным делам парламента) деятельности Сорса последовательно занимает дружественные в отношении СССР и КПСС позиции, содействует успешному развитию советско-финляндских отношении и обеспечивает устойчивые контакты СДПФ с нашей партией. На международной арене, прежде всего в Социалистическом интернационале, Сорса, доверительно сотрудничая с нами, ведет работу в пользу разрядки, за ограничение гонки вооружении и разоружение.
С учетом изложенного и того обстоятельства, что, будучи избранным на последнем Конгрессе Социнтерна одним из его вице-председателей, Сорса в дальнейшем будет координировать деятельность этой организации по вопросам разрядки и разоружения, а также ее контакты с другими политическими силами, полагали бы целесообразным поручить совпослу в Финляндии от имени ЦК КПСС в устной форме поздравить Сорса с пятидесятилетием и вручить ему памятный подарок».
С 1989 года являлся председателем парламента Финляндии.
Скончался от рака в 2004 году у себя дома в Хельсинки.